# BioUnB
O BioUnB é uma iniciativa de divulgação científica criada e gerida por professores de Departamento de Ciências Fisiológicas da UnB. O objetivo da iniciativa é produzir materiais de divulgação científica para propagar informações confiáveis, estabelecendo uma comunicação direta com a população. As mídias sociais são a forma de atuação da iniciativa que está centrada no Instagram, Twitter e Facebook.

## História

### Criação
A rede BioUnB foi criada em 21 de março de 2020 com a abertura de contas Instagram, Twitter e Facebook. O projeto foi fundado por um time que contava apenas com 6 docentes do Departamento de Ciências Fisiológicas da UnB: Jair Trapé Goulart, Andreza Fabro de Bem, Angele dos Reis Martins, Fernanda Paulini, Márcia Renata Mortari e Rafael Plakoudi Souto Maior.

### Oficialização como projeto de extensão universitária
Em 13 de maio de 2020, o projeto foi oficializado como uma ação de extensão da UnB, com o nome de "Ciência pelas mídias sociais no enfrentamento da CoviD-19". Como o nome sugere, o projeto surgiu como uma forma de fazer divulgação científica para o enfrentamento da epidemia da CoviD-19. As ações eram centradas na produção de materiais (vídeos, textos e artes) que “traduziam” para o público leigo o que a ciência mundial sabia, e descobria, sobre a CoviD-19. Além disso, diversas “fakenews” eram desmentidas ou elucidadas pela equipe. Durante a pandemia, um compilado semanal mostrando número de casos, óbitos e vacinados no Distrito Federal foi divulgado na forma de boletins epidemiológicos simplificados. Dada a importância deste trabalho, o projeto recebeu financiamento em edital lançado pelos decanatos de Pesquisa e Inovação (DPI) e de Extensão (DEX) e pelo Comitê de Pesquisa, Inovação e Extensão de combate à CoviD-19 (Copei) da UnB.
Em 15 de fevereiro de 2021, o projeto foi renovado com a inclusão de estudantes de graduação da UnB . A participação dos estudantes foi fundamental para a evolução de uma identidade visual e maior frequência de publicação das redes BioUnB. Além disso, foi da iniciativa dos discentes do projeto que surigu o podcast Baseado em Evidências.

### Mudança de rumos
Em 2022 o projeto foi renovado com o título "BioUnB – Divulgação científica nas redes sociais". A mudança oficial no nome do projeto de extensão carrega também uma mudança em seu foco, saindo de publicações sempre correlacionadas à CoviD-19 e ampliando seus horizontes para a divulgação nos mais diversos temas científicos. Também neste período houve uma maior diversificação da equipe de discentes, que passa a contar com alunos de áreas diversas, como exatas, engenharias e comunicação, além dos já esperados cursos de biológicas e saúde.

## Podcast
Lançado em 13 de maio de 2022, no aniversário de 2 anos de oficialização do projeto, o podcast Baseado em Evidências tem por objetivo produzir episódios curtos que narram informações relevantes sobre a ciência e como ela impacta nosso dia a dia. Além disso, episódios mais longos trazem entrevistas de especialistas sobre os mais variados temas. Atualmente o podcast possui uma periodicidade mensal de lançamento e pode ser ouvido no Spotify, Amazon Music, Deezer e Google Podcasts.